# Xarxa acceleromètrica de Catalunya
La xarxa acceleromètrica de Catalunya és un conjunt de 18 estacions amb acceleròmetres que permeten enregistrar, sense saturació, els moviments intensos del terreny i complementen la Xarxa sísmica de Catalunya. L'Institut Cartogràfic i Geològic de Catalunya (ICGC) l'octubre de 2015 va instal·lar la 18a estació a l'Abadia de Montserrat. La Xarxa acceleromètrica es va començar a construir l'any 1995, amb una primera estació a l'Observatori Fabra, i des de llavors el desplegament ha estat constant. Les 18 estacions de què consta actualment, transmeten dades en continu i en temps real al centre de processament i emmagatzematge de dades ubicat a la seu de l'ICGC.
El principal objectiu d'aquesta Xarxa és enregistrar adequadament els moviments intensos del terreny que poden ser percebuts per la població. Aquestes dades, a més, permeten estudiar fenòmens com ara l'atenuació de l'acceleració del moviment a mesura que augmenta la distància de l'epicentre, analitzar també els efectes d'amplificació d'un sisme que poden tenir els diversos tipus de sòl i avançar en el disseny d'estructures sismoresistents.
Els enregistraments de la Xarxa acceleromètrica s'utilitzen de manera complementària als de la Xarxa sísmica per monitorar els terratrèmols que es produeixen a Catalunya i a regions properes. Aquest control permet determinar la localització i la magnitud de cada sisme, avaluar com ha estat percebut per la població i estimar els possibles efectes només pocs minuts després que s'hagi produït. Totes aquestes dades serveixen per informar les autoritats competents, la població i per donar suport a Protecció Civil, si és el cas, en la gestió de la possible emergència.